# 绵果悬钩子
绵果悬钩子（学名：Rubus lasiostylus）是蔷薇科悬钩子属的植物，是中国的特有植物。分布在中国大陆的四川、陕西、湖北、云南等地，生长于海拔1,000米至2,500米的地区，多生长于山坡灌丛中及谷底林下，目前尚未由人工引种栽培。

## 异名
- Rubus lasiostylus Focke var. dizygos Focke
- Rubus lasiostylus Focke var. hubeiensis Yu